# Kilometerstolpe

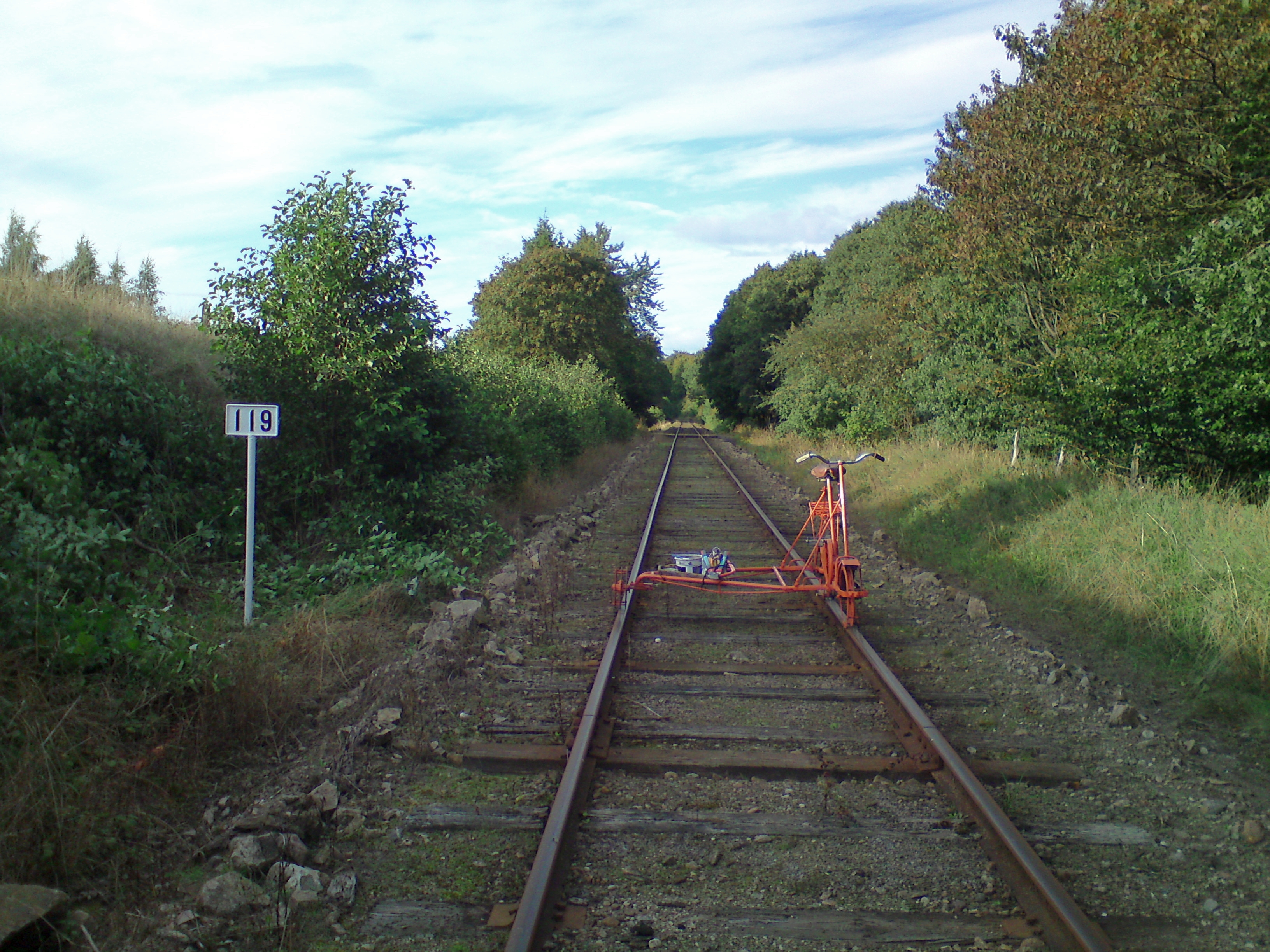
Kilometerstolpe 119 på järnvägslinjen Kristianstad - Ystad. Avståndet utgår från Hästveda station på Södra stambanan.

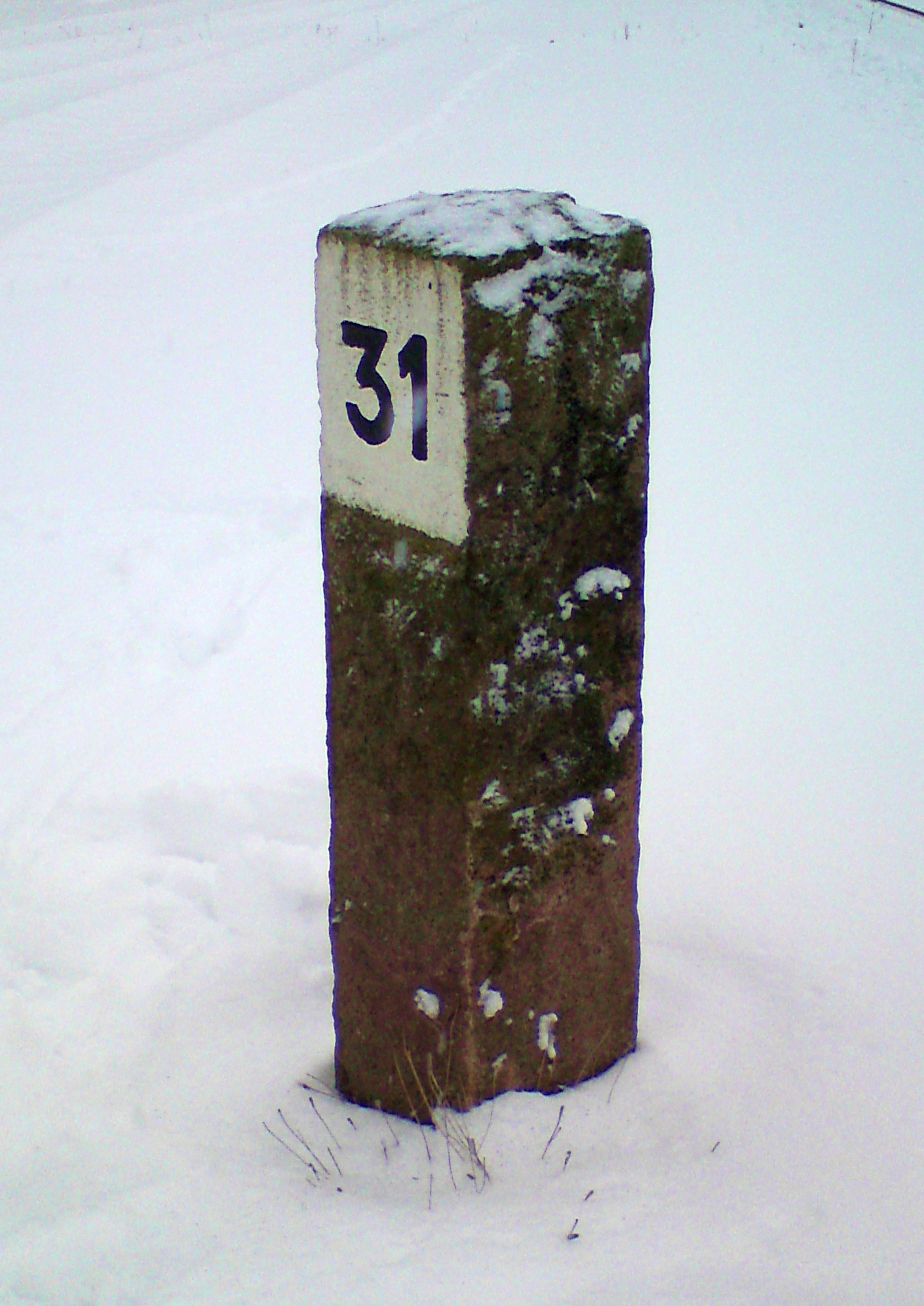
Kilometersten från järnvägslinjen Kristianstad - Sölvesborg, Blekinge kustbanor.

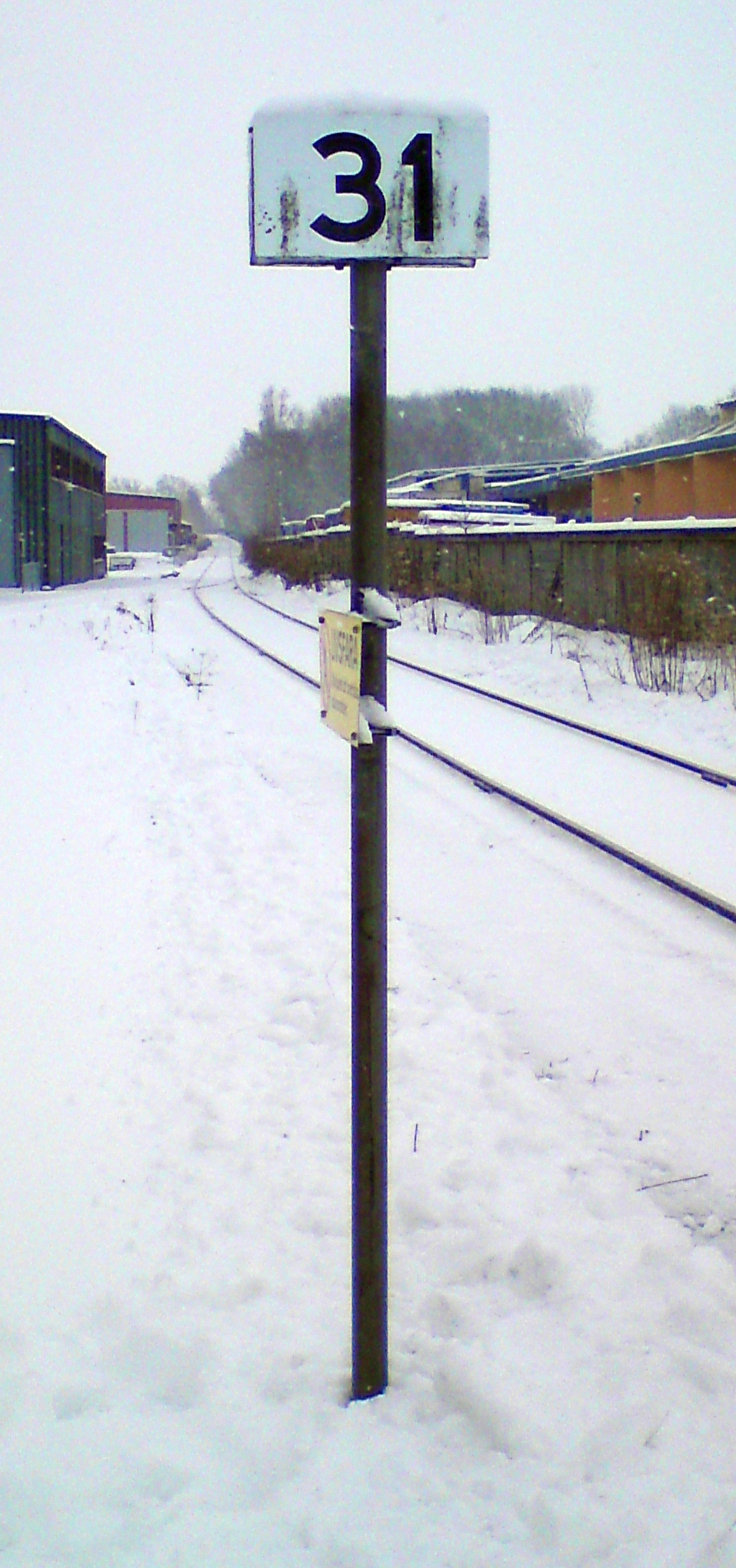
Kilometertavla i nytt utförande från järnvägslinjen Kristianstad - Åhus, Åhusbanan.

Kilometerstolpe är ett avståndsmärke invid en järnvägslinje för att markera avståndet från en viss utgångspunkt, oftast en förgreningsstation vid en stambana eller huvudort.

## Användningsområden
Kilometerstolparna förekommer en per kilometer och används för att positionsbestämma olika företeelser längs järnvägen såsom växlar, signaler broar mm. Från början användes även kilometerstolparna för tågens hastighetsbestämning. I förarhytten till ett ånglok finns en tavla med lokets högsta tillåtna hastighet angivet i kilometer per timma och tidsenhet för att köra en kilometer. Föraren klockade då tiden mellan två kilometerstolpar för att kontrollera tågets hastighet.
I samband med en linjeomläggning, där järnvägens längd förändras, brukar normalt inte kilometerindelningen göras om. Därmed uppstår  kilometermarkeringar som inte har 1000 meters skillnad i längd. Varje kilometerstolpe kan då anses utgöra referenspunkter för positionsbestämningen av objekt längs banan, där angivelsen utgår från närmast angiven kilometerstolpe, även om längden mellan dessa då inte är just 1000 meter. En angivelse kan vara "Huvudsignal 114+228" som innebär att huvudsignalen finns efter kilometerstolpe 114 plus 228 meter.

## Utföranden
Kilometerstolpar förekommer såväl i form av en gjutjärnsskylt på stolpe, som stentavlor med påmålad numrering eller numera som plåtskylt på stolpe.
Andra uttryck för dessa avståndstavlor är kilometerpåle och kilometertavla.
I Sverige räknas på många av stambanorna kilometerstolparnas siffror i avståndet från Stockholms Central. Kilometer noll anges med enkla målade markeringar på plattformarnas sidor.